# バルダン

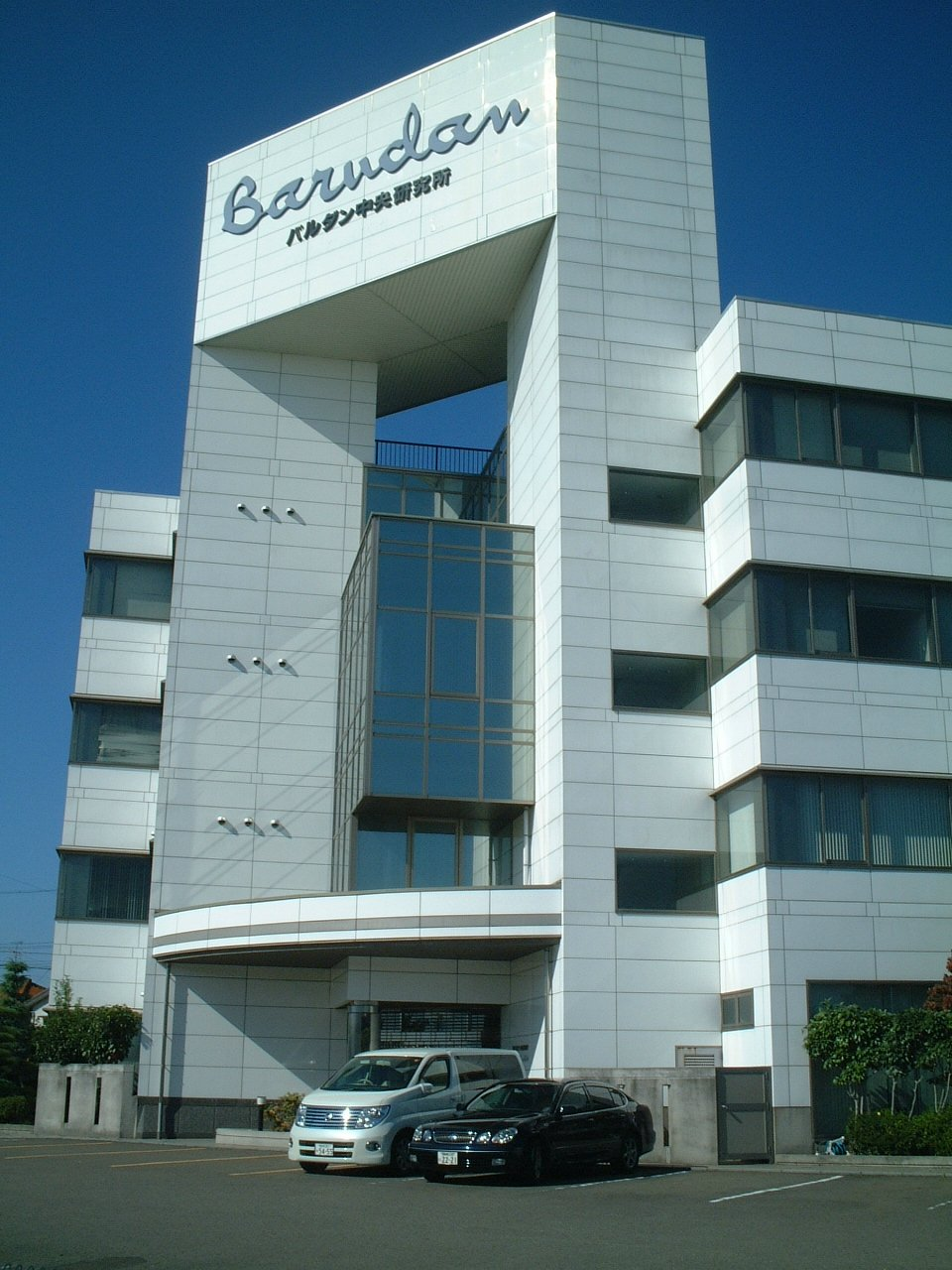
バルダン中央研究所

株式会社バルダンは、愛知県一宮市定水寺に本社を置く、コンピュータ多頭式刺繡機（自動刺繡ミシン）を製造する企業である。

## 概要
同じ愛知県に本社を置くタジマグループ（株式会社TISM・タジマ工業）と並ぶ自動刺繡ミシンの業界大手で、一時は2社で世界シェアの85%を占めていたほど。その後中国・韓国製の低価格機に押され世界シェアは低下しているものの、依然高級機の世界ではタジマと並ぶトップブランドの地位を占めている。
ちなみに社名の「バルダン」は、女優のシルヴィ・ヴァルタンとファッションデザイナーのピエール・カルダンの名前を合成したもの。後にマレー語で「新しき変革」を意味する言葉でもあることがわかり、東南アジアでは「縁起がいい」として喜ばれたという。

## 沿革
元々は1957年に創業者・柴田義夫が婦人服の製造を目的として設立した「京芝既製服」が前身。業務拡大に伴い同社は後に「エレーナ産業」と社名を変え、婦人用下着の製造に乗り出す。その際に他社製品との差別化のために商品に刺繡を入れようということになり、1961年にアメリカ・グロス社の自動刺繡ミシン（ジャカード織機に似た構造を持つ）の導入を決定するが、いざ輸入してみると、本来20cm四方の刺繡ができるミシンが必要だったのに対し、運ばれてきたミシンは15cm四方の刺繡しか出来ないものだった。さらに要求を満たすミシンを再び輸入するには半年もかかることや、輸入後のメンテナンス体制がないに等しい（修理にはアメリカからその都度技術者を呼ぶ必要がある）ことも判明したため、同社では自社でコピー品を開発すること（リバースエンジニアリング）を決定した。
結局コピー品の開発には2年半の歳月を費やしたが、この頃縫製業の景気が悪化しつつあったため、同社では自動刺繡ミシンの製造・販売を主力とする方向に転換、1965年にエレーナ産業の関連会社として「エレナ工業株式会社」を設立した。1969年には販売部門を「バルダン刺繡機販売株式会社」として分離したが、同社は1973年に社名を現在の「株式会社バルダン」と改称する。
1972年には3本の異なる色の糸が通った針を自動的に切り替える「自動色替え装置」付き刺繡ミシンを発売したほか、1977年には世界初のコンピュータ制御による多頭式刺繡ミシンを発売。これが爆発的なヒット商品となり、以後3年間で売上が約3倍（1978年・約18億円 → 1980年・約52億円）に急伸、一気に世界的な自動刺繡ミシンメーカーに成長した。
1984年にはエレナ工業とバルダンが合併し製販を一体化。以後アメリカを皮切りに中国・香港・フランス・シンガポール・カナダ・インドネシア・イギリス・ブラジルに拠点を置き、現在も自動刺繡ミシンのトップメーカーの地位を維持している。